# Сатива Роуз
Сатива Роуз (англ. Sativa Rose, настоящее имя Таня Масиас (англ. Tanya Macias); род. 21 января 1984, Гвадалахара, Халиско, Мексика) — американская модель и порноактриса.

## Биография
Родилась 21 января в 1984 года в городе Гвадалахара, столице мексиканского штата Халиско. Имеет латиноамериканские и мексиканские корни. Она переехала в США, где начала работать стоматологом. Также работала стриптизёршей и эротической фотомоделью. В порноиндустрии дебютировала в 2003 году, в возрасте 19 лет.
Работала с такими студиями, как Evil Angel, Reality Kings, Anabolic, Hustler, 3rd Degree, Adam & Eve, Digital Playground, Zero Tolerance, Wicked Pictures, Elegant Angel, Bang Bros, Jules Jordan Video, New Sensations и Vivid.
В 2004 году снялась в своей первой анальной сцене в фильме Young Ripe Mellons 5. В том же году была номинирована на премию AVN в категории «лучшая сцена триолизма» вместе с Оливией О'Лавли и Лексингтоном Стилом за Initiations 12.
С 2004 по 2009 год была номинирована на AVN несколько раз. В 2005 году была представлена в номинации «лучшая групповая сцена» за Double Cum Cocktails, в 2006 году — в номинации «лучшая оральная сцена» за Oral Junkies.
2007 год принёс три номинации: «лучшая исполнительница года», «лучшая анальная сцена» за Hellcats 11 и «лучшая групповая лесбийская сцена» за Girls Love Girls.
В 2008 году фильм Pretty Pussies Please 3 принёс номинации в категориях «лучшая анальная сцена» и «лучшая сцена стриптиза».
В 2009 году была последний раз номинирована на AVN в категории «лучшая групповая лесбийская сцена» за Girlgasmic, вместе с Пенни Флейм, Холли Уэст, Джианной Линн и Марией Белуччи.
Есть татуировка на нижней части спины, с изображением розы (отсылка к сценическому псевдониму "Rose").
Ушла из индустрии в 2015 году. По данным на 2020 год, снялась в 630 порнофильмах.

## Премии и номинации

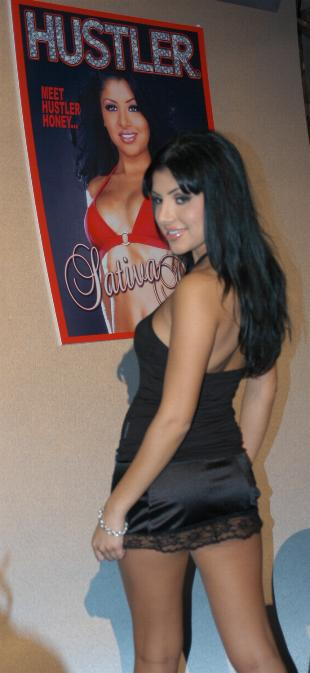
Роуз в 2005 году

- 2003 XRCO Award номинация — Best Three-Way — Initiations 12[17]
- 2004 AVN Award номинация — Best Three-Way Sex Scene, Video — Initiations 12[18]
- 2005 AVN Award номинация — Best Group Sex Scene, Video — Double Cum Cocktails[19]
- 2005 XRCO Award номинация — Unsung Siren[17]
- 2006 AVN Award номинация — Best Oral Sex Scene, Video — Oral Junkies[20]
- 2007 AVN Award номинация — Best Anal Sex Scene, Video — Hellcats 11
- 2007 AVN Award номинация — Best All-Girl Sex Scene, Video — Girls Love Girls
- 2007 AVN Award номинация — Female Performer of the Year[21]
- 2008 AVN Award номинация — Best Tease Performance — Pretty Pussies Please 3
- 2008 AVN Award номинация — Best Anal Sex Scene, Video — Pretty Pussies Please 3[22]
- 2009 AVN Award номинация — Best All-Girl Group Sex Scene — Girlgasmic[23]

## Избранная фильмография
Некоторые фильмы:
- All About Anal[24]
- Breast Worship[25]
- Cumaholics[26]
- Dress-Up Dolls[27]
- First Date[28]
- Gossip[29]
- Jizz Wiz[30]
- Latin Spice[31]
- Munch Box[32]
- Orally Challenged[33]
- Pump My Tits Fill My Hole[34]
- Sex on the Beach[35].